# Tympanogaster clypeata
Tympanogaster clypeata är en skalbaggsart som beskrevs av Perkins 2006. Tympanogaster clypeata ingår i släktet Tympanogaster och familjen vattenbrynsbaggar. Inga underarter finns listade i Catalogue of Life.